# Microrégion de Primavera do Leste
 (mars 2013).
Si vous disposez d'ouvrages ou d'articles de référence ou si vous connaissez des sites web de qualité traitant du thème abordé ici, merci de compléter l'article en donnant les références utiles à sa vérifiabilité et en les liant à la section « Notes et références ».

Localisation de la microrégion de Primavera do Leste

La microrégion de Primavera do Leste est l'une des quatre microrégions qui subdivisent le sud-est de l'État du Mato Grosso au Brésil.
Elle comporte 2 municipalités qui regroupaient 85 593 habitants en 2006 pour une superficie totale de 10 267 km2.

## Municipalités[1]
- Campo Verde
- Primavera do Leste